# Narzędzie programistyczne
Narzędzie programistyczne (ang. programming tool) – program komputerowy służący do tworzenia, modyfikowania, testowania i konserwacji oprogramowania.
Do narzędzi programistycznych należą: kompilatory, asemblery, debuggery i zintegrowane środowiska programistyczne.